# Kes
„Kes” este un personaj din serialul TV Star Trek: Voyager din franciza Star Trek. 
Este interpretat de Jennifer Lien.
Kes este o femeie Ocampa care se alătură echipajului navei USS Voyager după ce aceasta este catapultată în cvadrantul Delta de către Îngrijitor.
Kes este partnera lui Neelix, care o salvase din mâinile Kazonilor după ce aceștia o capturaseră. Ea se ocupă de laboratorul hidroponic de la bordul navei și este asistenta medicală a Doctorului. Kes posedă, de asemenea, puteri telekinetice speciale. Ea părăsește serialul în episodul „The Gift” și revine pentru episodul „Fury”, după care pleacă definitiv.